# Vlag van Zwartewaterland

vlag van de gemeente Zwartewaterland

De vlag van Zwartewaterland is in juni 2000 door de gemeenteraden van de voorgangers van de Overijsselse gemeente Zwartewaterland aangenomen als gemeentevlag: op 8 juni door de gemeenteraad van Genemuiden, op 13 juni door de gemeenteraad van Hasselt en op 26 juni door de gemeenteraad van Zwartsluis. De vlag is sinds 1 januari 2001 de gemeentevlag van de nieuwe gemeente. De vlag kan als volgt worden beschreven:
Drie banen met een hoogteverhouding van 3:2:3, de bovenste baan geel, de onderste baan blauw, de middelste baan als volgt: van de broeking tot 1/3 van de vlaglengte verdeeld in drie horizontale banen van gelijke hoogte wit - rood - wit, van 1/3 tot 2/3 van de vlaglengte geblokt van rood en wit van negen stukken, vanaf 2/3 van de vlaglengte verdeeld in drie horizontale banen van gelijke hoogte wit - rood - wit.
Het patroon en de kleuren zijn afgeleid van het gemeentewapen en van de vlaggen van de voorgangers van de gemeente. De vlag is ontworpen door Hans van Heijningen.

## Verwante symbolen

Wapen van Zwartewaterland
Vlag van Genemuiden
Vlag van Hasselt
Vlag van Zwartsluis

Almelo 
· Borne 
· Dalfsen 
· Deventer 
· Dinkelland 
· Enschede 
· Haaksbergen 
· Hardenberg 
· Hellendoorn 
· Hengelo 
· Hof van Twente 
· Kampen 
· Losser 
· Oldenzaal 
· Olst-Wijhe 
· Ommen 
· Raalte 
· Rijssen-Holten 
· Staphorst 
· Steenwijkerland 
· Tubbergen 
· Twenterand 
· Wierden 
· Zwartewaterland 
· Zwolle